# Maughan-See
Der Maughan-See (englisch Lake Maughan) ist ein Vulkankratersee und liegt auf der Insel Mindanao in den Philippinen. Er ist den Einheimischen auch unter dem Namen Lake Holon bekannt, was in der Sprache der T'Boli „tiefes Wasser“ bedeutet. Der See befindet sich ca. 30 km südwestlich der Großstadt General Santos City im Daguma-Gebirge, in der Provinz South Cotabato auf dem Gebiet der Gemeinde T'Boli. Der Maughan-See entstand nach der Eruption des Vulkans Mount Parker im Januar 1641. Der See hat einen annähernd kreisrunden Grundriss und bedeckt eine Fläche von ca. 3,04 km² in einer Höhe 1.356 Metern über dem Meeresspiegel und ist damit der höchstgelegene Binnensee auf der Insel Mindanao. Im Nordwesten hat der See einen Abfluss in den Gao River und liegt damit im Wassereinzugsgebiet des Rio Grande de Mindanao. Im Nordosten des Sees liegen mehrere hydrothermale Quellen die eine Temperatur zwischen 40 und 55 °C haben, ansonsten erhält der See nur über Niederschläge seinen Wassernachschub.
Der See besitzt ein großes Gefahrenpotenzial für die umliegenden Gebiete. Er liegt tief in der Gipfelcaldera des Mount Parker, die Kraterwände sind sehr instabil und erreichen Höhen von 200 bis 500 Meter über dem See. Sie haben eine Steigung zwischen 20 und 50 Grad und bestehen hauptsächlich aus Tuffstein. Am 26. September 1995 brachen ca. 30 Millionen Kubikmeter Wasser aus dem See aus und es entstand eine 6 Meter hohe Flutwelle, wahrscheinlich infolge eines Hangrutsches in der Caldera, die ca. 100 Personen am Nordwesthang des Vulkans tötete und einen Schaden von 212 Millionen philippinischen Pesos in den umliegenden Gebieten verursachte. Am 6. Januar 2012 berichtet der Sun Star von einem drastischen Ansteigen des Wasserpegels im Maughan-See, was die örtlichen Behörden in Alarmbereitschaft versetzte.